# Durandea jenkinsii
Durandea jenkinsii är en linväxtart som beskrevs av Otto Stapf. Durandea jenkinsii ingår i släktet Durandea och familjen linväxter. Inga underarter finns listade i Catalogue of Life.